# Philippe Delepierre
Œuvres principales
Fred Hamster et Madame Lilas (2004)
Philippe Delepierre, né en 1958, est un professeur de lettres et un écrivain français.

## Biographie
Après avoir enseigné en Amérique du Sud, Philippe Delepierre devient professeur de lettres au lycée Raymond-Queneau de Villeneuve-d'Ascq dans le département du Nord. 
En 1998, il écrit un polar pour la collection Le Poulpe, suivi d'autres titres parus aux éditions Baleine. Son roman Fred Hamster et Madame Lilas (2004) reçoit le grand prix RTL-Lire l'année même de sa parution.

## Œuvre
- 1998 : L'Aztèque du charro laid, « coll. Le Poulpe », éditions Baleine  (ISBN 2-84219-163-3)
- 2000 : Triumvir, éditions Baleine  (ISBN 2-84219-251-6)
- 2001 : Bouquet final, éditions Baleine  (ISBN 2-84219-361-X)
- 2001 : Même pas mal et autres paris stupides (nouvelles), éd. Page à page  (ISBN 9782913607064)
- 2002 : Le Caveau de Camille (nouvelle) in Lille, Nord, noir, collectif, éditions Autrement, 2002  (ISBN 2-7467-0215-0)
- 2004 : Fred Hamster et Madame Lilas, éditions Liana Levi  (ISBN 9782867463457) – Grand prix RTL-Lire 2004
- 2005 : Crissement sur le tableau noir, éditions Liana Levi   (ISBN 9782867463860)
- 2007 : Les Gadoues, éditions Liana Levi  (ISBN 978-2-86746-434-8)
- 2008 : Sous les pavés l'orage, éditions Liana Levi  (ISBN 978-2-86746-478-2)
- 2009 : Le Cabaret des oubliés avec Bruno Vouters, éditions Liana Levi  (ISBN 978-2-86746-533-8)